# Hontans
Hontans (en francès Hontanx) és un municipi francès situat al departament de les Landes i a la regió de la Nova Aquitània.

## Demografia
| 1962                                       | 1968 | 1975 | 1982 | 1990 | 1999 | 2007 |
| ------------------------------------------ | ---- | ---- | ---- | ---- | ---- | ---- |
| 521                                        | 582  | 501  | 504  | 513  | 536  | 558  |
| Des de 1962: població sense dobles comptes |      |      |      |      |      |      |

## Administració
| Període | Identitat        | Partit |
| ------- | ---------------- | ------ |
| 1989-   | Jacques Doussang | PCF    |

## Agermanaments
- Helfrantzkirch